# Menyhárt János (tanár)
Menyhárt János (Szatmárnémeti, 1823. november 10. – Debrecen, 1900. április 20.) református főiskolai teológiai tanár, egyházi író.

## Élete
Tanult szülővárosában, 1840-ben a debreceni kollégium felső osztályába lépett. 1849. november 8-án mint főiskolai senior kezdette meg helyettes tanári pályáját; 1851. augusztus 15-én ugyanott rendes tanárnak megválasztatott; mielőtt állását elfoglalta volna, Göttingenbe ment az egyetemre, ahol fél évet töltött. Hazatérve Debrecenbe, itt teológiai tanár volt 1888 szeptemberi nyugalomba vonulásáig. 1863-tól 1868-ig a tiszántúli egyházkerületnek aljegyzője is volt.
Cikke a Sárospataki Füzetekben (1857. Az ünnepek megtartásáról).

## Munkái
- Jézus Krisztus élete. Pest, 1858. (Egyházi Könyvtár I.).
- Juda ország romlása és a babyloniai fogság. Uo. 1859. (Egyházi Könyvtár II.).
- A pásztori levelek magyarázata. Debreczen, 1861.
- Szentirat magyarázási kézikönyv. A Thimotheushoz és Titushoz írt levelek. Uo. 1861. (Ism. Prot. Egyh. és Isk. Lap 1862. 112 lap).
- Keresztyén hittan a helv. hitv. népiskolák számára. Uo. 1862.
- A keresztségnek és az ur vacsorájának jelentőségéről. Uo. 1862. (Ism. Prot. Egyh. és Isk. Lap).
- Némely korszerű kérdések szellőztetése a m. ref. egyház kebelében. Uo. 1877.
- Az új szövetségi szentirás forditása, a négy evangelium és apostoli cselekedetek kivételével. Budapest, 1878. (Kiadta a Britt- és külföldi Biblia-társaság. Ism. Prot. Egyh. és Isk. Lap).
- Apostoli levelek. Uo. 1886. (Az eredetiből ford.).